# Zinder (region)
Zinder – region w południowym Nigrze. Stanowi jeden z 7 regionów państwa. W 2012 roku zamieszkiwany był przez 2 916 929 mieszkańców. Siedzibą administracyjną jest miasto Zinder.

## Położenie
Region Zinder graniczy:
- na północy z regionem Agadez
- na wschodzie z regionem Diffa
- na zachodzie z regionem Maradi
- na południu z Nigerią

## Podział administracyjny

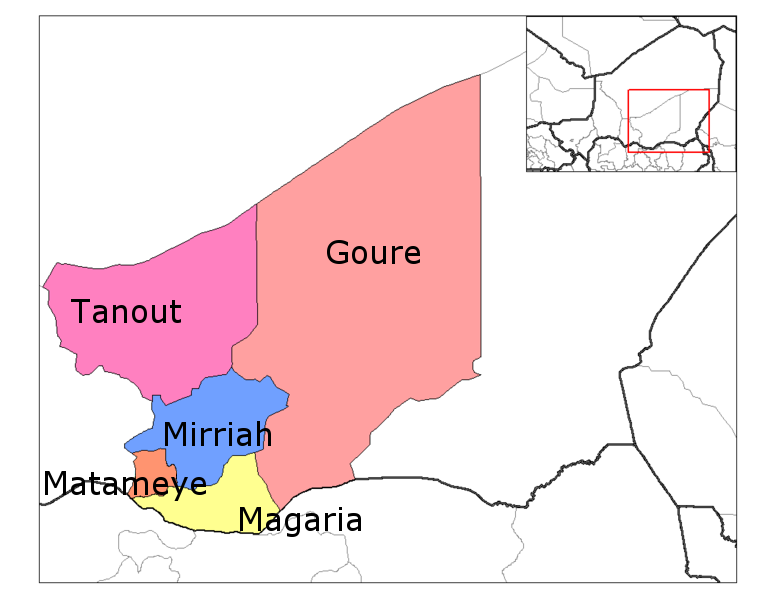
Podział okręgu Zinder

Region Zinder składa się z 5 departamentów:
|    | Nazwa departamentu | Ośrodek adm. | Powierzchnia (km²) | Liczba mieszkańców (2011) |
| -- | ------------------ | ------------ | ------------------ | ------------------------- |
| 1. | Gouré              | Gouré        | brak danych        | 318 861                   |
| 2. | Magaria            | Magaria      | brak danych        | 696 717                   |
| 3. | Matameye           | Matameye     | brak danych        | 345 637                   |
| 4. | Mirriah            | Mirriah      | brak danych        | 1 080 589                 |
| 5. | Tanout             | Tanout       | brak danych        | 475 125                   |